# Scherma ai III Giochi panamericani
I Giochi Panamericani di scherma del 1959 si sono svolti a Chicago, negli Stati Uniti ed hanno visto lo svolgimento di 8 gare, 6 maschili e 2 femminili.

## Podi

### Uomini
| Evento      | Oro | Argento | Bronzo |
| Spada       | | | |
| Individuale | Roland Wommack                                                                                           | Michael D'Asaro                                                                                                | Alberto Balestrini                                                                                          |
| A squadre   | Stati Uniti Richard Berry Michael D'Asaro Howard Fried Henry Kolowrat Paul Levy Roland Wommack           | Cuba Eduardo Alvarez Roberto Jordan Roberto Mañalich Miguel Olivella José Pereda Roberto García                | Argentina Arturo Acuña Alberto Balestrini Floro Díaz Armesto Mauricio Muñoz Francisco Serp Carlos Velázquez |
| Fioretto    | | | |
| Individuale | Harold Goldsmith                                                                                         | Albert Axelrod                                                                                                 | Joseph Paletta                                                                                              |
| A squadre   | Stati Uniti Joseph Paletta Albert Axelrod Gene Glazer Harold Goldsmith Edwin Richards Lawrence Silverman | Venezuela Óscar Cabrera Antonio Gómez Freddy Quintero Jesús Gruber                                             | Canada John Andru Robert Foxcroft Carl Schwende Abbey Silverstone Joseph Vida Jack Dalton                   |
| Sciabola    | | | |
| Individuale | Allan Kwartler                                                                                           | Walter Farber                                                                                                  | Teodoro Goliardi                                                                                            |
| A squadre   | Stati Uniti Walter Farber William Goering Allan Kwartler Tibor Nyilas George Worth Robert Blum           | Argentina Gustavo Vassallo Agustín Irusta Albino Agüero José Casanova Celesia Carlos Velázquez Rafael González | Canada John Andru Joseph Vida Paul Szabocsy Carl Schwende                                                   |

### Donne
| Evento      | Oro                                                     | Argento                                                | Bronzo                                           |
| Fioretto    |                                                         |                                                        |                                                  |
| Individuale | Pilar Roldán                                            | Maxine Mitchell                                        | Stella Espino                                    |
| A squadre   | Stati Uniti Harriet King Maxine Mitchell Vivienne Sokol | Panama Marlene Worthington Lilia Lombana Stella Espino | Venezuela Rosa Navarro Ingrid Sander Belkis Leal |

## Medagliere
| #      | Nazione     | Oro | Argento | Bronzo | Totale |
| ------ | ----------- | --- | ------- | ------ | ------ |
| 1      | Stati Uniti | 7   | 4       | 1      | 12     |
| 2      | Messico     | 1   | 0       | 0      | 1      |
| 3      | Argentina   | 0   | 1       | 2      | 3      |
| 4      | Panama      | 0   | 1       | 1      | 2      |
| 4      | Venezuela   | 0   | 1       | 1      | 2      |
| 6      | Cuba        | 0   | 1       | 0      | 1      |
| 7      | Canada      | 0   | 0       | 2      | 2      |
| 8      | Uruguay     | 0   | 0       | 1      | 1      |
| Totale | Totale      | 8   | 8       | 8      | 24     |